# Tigrioides suffusus
Tigrioides suffusus är en fjärilsart som beskrevs av Talbot. Tigrioides suffusus ingår i släktet Tigrioides och familjen björnspinnare. Inga underarter finns listade i Catalogue of Life.